# Sally Hemings
Sally Hemings (* um 1773; † 1835 in Charlottesville, Virginia) war eine amerikanische Sklavin Thomas Jeffersons, des 3. Präsidenten der Vereinigten Staaten, mit der er vermutlich über einen längeren Zeitraum eine sexuelle Beziehung führte.

## Leben

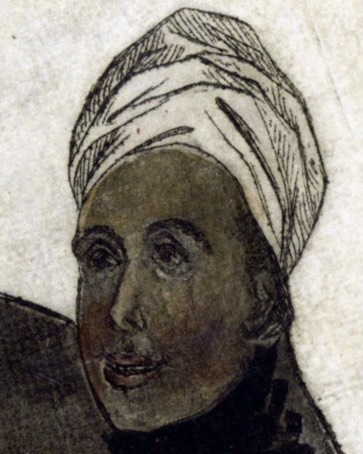
Einziges erhaltenes zeitgenössisches Bild von Sally Hemings, um 1804

Sally Hemings war ursprünglich eine Sklavin von Martha Wayles, der Ehefrau Jeffersons, und war über ihren gemeinsamen Vater, den Plantagenbesitzer John Wayles (1715–1773), deren Halbschwester. Sallys Mutter war die Sklavin Elizabeth (Betty) Hemings (1735–1807). Nach dem Tode Marthas und Jeffersons Umzug 1784 als amerikanischer Diplomat nach Paris sandte er nach seiner neunjährigen Tochter Mary (1778–1804). Diese wurde auf ihrer Reise von Sally Hemings begleitet. 1789 kehrte Jefferson wieder in die Vereinigten Staaten zurück und lebte bis zu seinem Tod 1826 auf Monticello. Die Behauptung, dass Jefferson mit seiner Sklavin eine Beziehung und sogar Kinder hatte, wurde schon 1802, also noch zu Lebzeiten Jeffersons, von dem Pamphletisten James T. Callender in diffamatorischer Absicht aufgestellt. Sie wurde lange Jahre hitzig debattiert. Eine DNA-Analyse durch drei unabhängige Labore, die 1996 in der Fachzeitschrift Nature veröffentlicht wurde, belegt, dass eines der Kinder von Sally Hemings in der männlichen Linie von Thomas Jeffersons Großvater abstammt, was wahrscheinlich erscheinen lässt, dass Jefferson selbst der Vater von Hemings’ Kindern war. Diese waren die einzigen drei Sklaven (neben Sally Hemings selbst), die Thomas Jefferson jemals in die Freiheit entließ. Die Zahl der Kinder, die Jefferson mit Hemings zeugte, schwankt in der Literatur zwischen vier und sechs.
Mitglieder der Familie Hemings spielten auf Jeffersons Landsitz Monticello eine große Rolle. Sally Hemings Bruder James Hemings war beispielsweise Jeffersons Chefkoch und begleitete diesen ebenfalls nach Paris.
Einen Roman über die Beziehung Hemings und Jefferson verfasste Barbara Chase-Riboud mit Die Frau aus Virginia.